# 木内梨生奈
木内 梨生奈（きうち りおな、1994年7月26日 - ）は、日本の女性タレント。
NHK教育『天才てれびくんMAX』2005年度 - 2007年度てれび戦士として知られている。
東京都出身。

## 略歴
2003年、a-nation'03のダンスコンテストで東京地区1位、全国3位に入賞し、エイベックス・プランニング&デベロップメントと契約。エイベックス・マネジメントに所属し、エイベックス・アーティストアカデミー特待生としてレッスンを重ね、EXILE 、島谷ひとみ等のバックダンサーを務める。2008年、エイベックス・マネジメントを退所し、フリーランスに。

## 出演

### バラエティ
- 天才てれびくんMAX（2005年 - 2008年、NHK教育） - てれび戦士
- Channel a（2006年 - 2007年、テレビ神奈川） - リポーター

### ミュージックビデオ
- EXILE「Choo Choo TRAIN」（2003年）
- globe「Here I Am」（2005年）

### 舞台
- 東京俳優市場2008夏 V・O・I・C・E（2008年）